# Kristina av Danmark

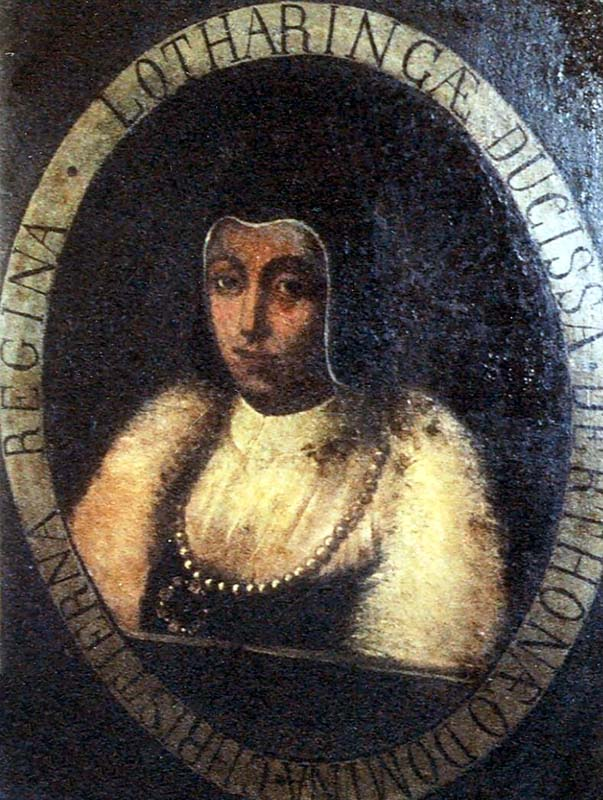
Kristina omkring 1575

Kristina av Danmark född 1521, död 10 augusti 1590, var en dansk prinsessa. Hon var hertiginna av Milano som gift med Frans II Sforza av Milano och hertiginna av Lothringen som gift med hertig Frans I av Lothringen. 
Hon var Lothringens regent som förmyndare för sin son mellan 1545 och 1552. Hon var från 1561 tronpretendent och titulärdrottning av Danmark, Norge och Sverige. 

## Biografi

### Tidigt liv
Hon var dotter till kung Kristian II av Danmark och Elisabet av Österrike.
Hon lämnade Danmark med sin familj då fadern avsattes 1523 och växte upp i Bryssel hos moderns släkt, Habsburg. Som medlem av dåtidens Europas mäktigaste familj samt hennes och hennes äldre syskons anspråk på de nordiska länderna blev hon en bricka i kejsar Karl V:s maktspel. 

### Hertiginna av Milano
Endast 13 år gammal blev hon den 1 maj 1534 bortgift med den 41-årige Frans II Sforza av Milano. Paret fick inga barn, och äktenskapet var möjligen ofullbordat. Frans II avled redan 24 oktober 1535, och hertigdömet blev en del av de Habsburgska arvsländerna.
1538 var den engelske kungen Henrik VIII på jakt efter en ny hustru, efter hans gemål Jane Seymours död i barnsäng två år tidigare. Han sände ut sin hovmålare, Hans Holbein d.y. för att måla porträtt av lämpliga äktenskapskandidater. Holbein gjorde en mycket berömd målning av Kristina, iklädd sorgedräkt, som väckte den engelske kungens intresse. Han skickade iväg sin ambassadör för att fria till den 16-åriga änkan Kristina, som svarade att hon var smickrad över den engelske kungens giftermålsanbud, men var nödsakad att svara nej, eftersom hon inte hade två huvuden. Detta uttalande väckte stor skandal. Andra motiv till hennes avslag var Henrik VIII:s skilsmässa från Karl V:s moster, Katarina av Aragonien, och Englands övergång till protestantismen.
Däremot hade Kristina vid denna tid en kärleksaffär med René av Oranien-Nassau. Emellertid hade hennes morbror Karl V, tysk-romersk kejsare lovat bort henne till en annan. 

### Hertiginna av Lothringen
Kristina gifte sig med hertig Frans I av Lothringen den 10 juli 1541.
Efter fyra års lyckligt äktenskap avled också hertig Frans i juni 1545. Kristina gifte aldrig om sig. Hon var mycket beundrad; hon ansågs vacker, språkbegåvad och musikalisk.
Vid Frans död blev hon regent i Lothringen för sin omyndige son. År 1552 invaderades Lothringen av Frankrike och hon tvingades lämna ifrån sig sin son till kungen av Frankrike och avgå. Hon återvände då till Nederländerna. 
Då hennes släkting Maria av Ungern år 1555 avgick och en ny regent (ståthållare) av Nederländerna skulle utses ställde Kristina upp som kandidat till posten. Då i stället Margareta av Parma utsågs återvände hon till Lothringen. Hennes son var nu myndig monark i Lothringen, och hon agerade som hans rådgivare.
Hon titulerade sig drottning av Danmark, Norge och Sverige och gjorde anspråk på tronen i dessa länder. Hon samarbetade med Wilhelm von Grumbach och Peder Oxe för att erövra framför allt Danmarks tron, men detta misslyckades. Under sjuårskriget 1563–1570 samarbetade hon med Erik XIV mot Danmarks kung. Hon förhandlade med både Fredrik av Danmark och Erik XIV om ett äktenskap med hennes dotter Renata, men även det misslyckades. Hon finns omnämnd i samband med komplotten 1574 mot Johan III. 
År 1578 lämnade hon Lothringen och bosatte sig i Tortona i Italien, som hon fått som hemgift efter sin första make.

## Barn
Kristina fick tre barn i äktenskapet med Frans I av Lothringen:
- Karl III av Lothringen (1543–1608; gift med Claude, dotter till Henrik II av Frankrike)
- Renata (1544–1602; gift med Vilhelm V av Bayern)
- Dorotea (1546–1612; gift med 1. Erik II av Braunschweig; 2. Marc de Rye, markis av Varambon)

## Inom kulturen
1985 utkom en roman om hennes liv, Christine, av den danska författaren Helle Stangerup.